# Quân sự
Quân sự theo nghĩa rộng: là lĩnh vực hoạt động đặc biệt của xã hội liên quan đến đấu tranh vũ trang, chiến tranh và quân đội hay các lực lượng vũ trang.
Quân sự theo nghĩa hẹp: là một trong những hoạt động cơ bản trong quân đội, cùng với các hoạt động khác như chính trị, hậu cần, kỹ thuật... tạo nên sức mạnh chiến đấu của quân đội.

## Các thuật ngữ liên quan đến quân sự

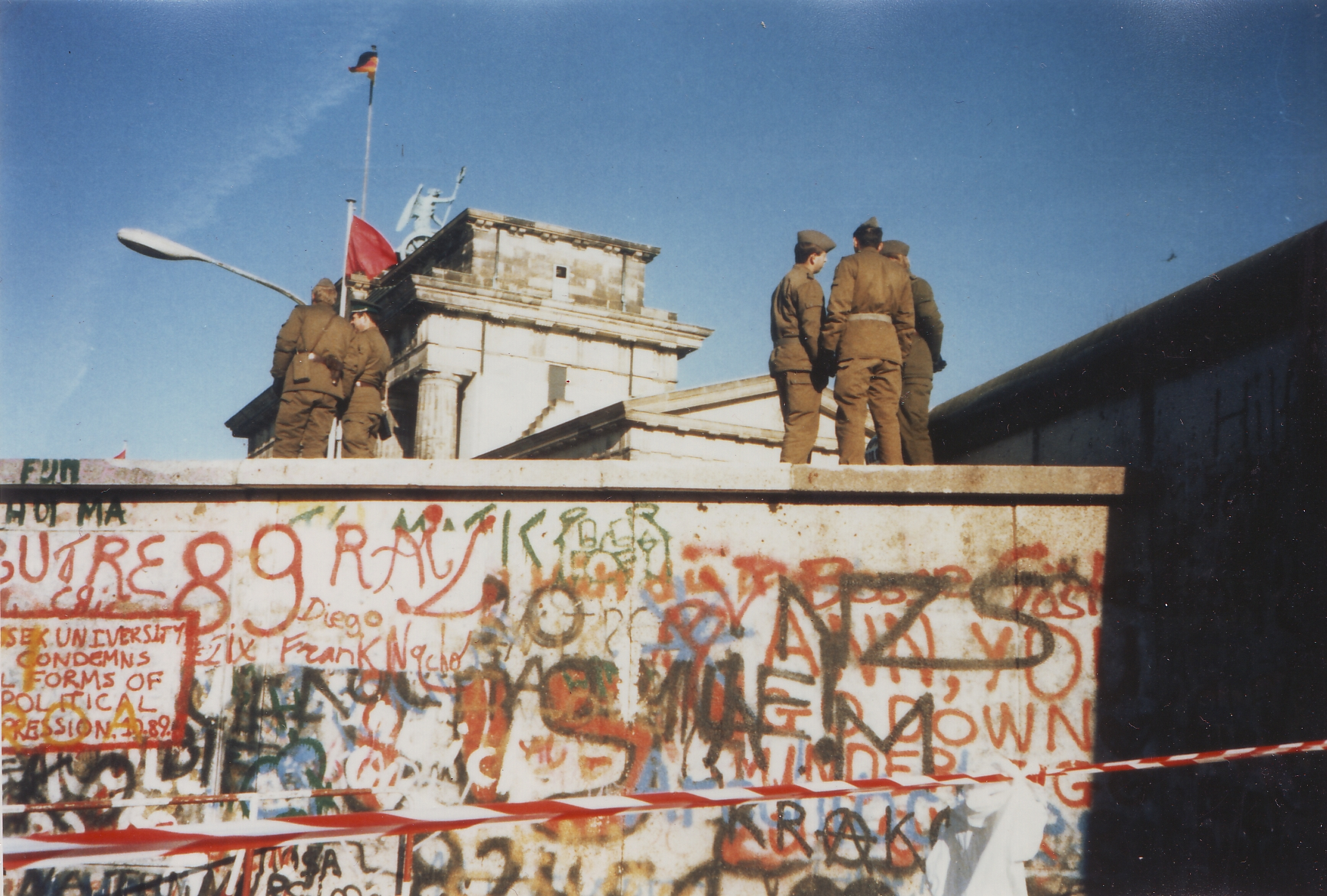
Lính Liên Xô đứng gác bức tường Berlin năm 1990.

- Lịch sử quân sự: là lịch sử về quá trình phát sinh, phát triển các hoạt động quân sự.
- Học thuyết quân sự: là hệ thống quan điểm được chấp nhận trong một Nhà nước ở một thời kỳ nhất định về mục đích, tính chất của cuộc chiến tranh có thể xảy ra, về việc chuẩn bị và phương thức tiến hành cuộc chiến tranh đó.
- Sức mạnh quân sự: là tổng thể lực lượng vật chất, tinh thần của một nhà nước (hay liên minh các nước) và khả năng huy động những lực lượng đó để đạt mục đích chiến tranh hoặc các nhiệm vụ khác.
- Tư tưởng quân sự: là hệ thống các quan điểm về quân sự và các vấn đề có liên quan đến quân sự của cá nhân, giai cấp hoặc tổ chức nhất định.
- Nghệ thuật quân sự: là hệ thống các quan điểm về quân sự và các vấn đề liên quan đến vấn đề về Chiến lược, chiến thuật, chiến dịch trong hoạt động quân sự của một tổ chức, tập đoàn quân.
- Chính sách quân sự: là đường hướng của tập đoàn lãnh đạo và phương thức hoạt động của tập đoàn đó về mặt quân sự.
- Khoa học quân sự: là khoa học nghiên cứu và phát triển về kỹ thuật, công nghệ, tâm lý, về các hiện tượng thực tế, hoàn thiện chúng để sử dụng trong chiến tranh, đặc biệt là trong các cuộc chiến đấu.
- Kỹ thuật quân sự: là một ngành khoa học kỹ thuật nghiên cứu cơ bản và ứng dụng những thành tựu của khoa học vào thiết kế và chế tạo vũ khí và các phương tiện kỹ thuật chiến đấu và phòng thủ.
- Hoạt động quân sự: là những hành động quân sự hoặc có mục đích quân sự như xây dựng các kế hoạch quân sự, tổ chức lực lượng vũ trang, phát động và tiến hành chiến tranh
- Phi quân sự hóa